# Каніно
Каніно (італ. Canino) — муніципалітет в Італії, у регіоні Лаціо,  провінція Вітербо.
Каніно розташоване на відстані близько 90 км на північний захід від Рима, 30 км на захід від Вітербо.
Населення — 5312 осіб (2014).

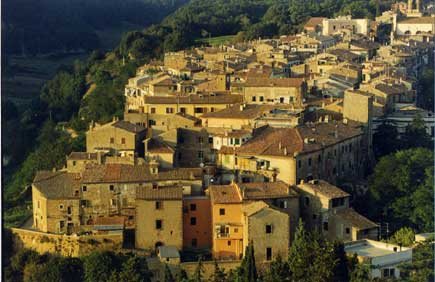

Щорічний фестиваль відбувається 30 листопада. Покровитель — San Clemente.

## Демографія
Населення за роками:

Станом на 1 січня 2023 року в муніципалітеті офіційно проживало 695 іноземців з 49 країн, серед них 271 громадянин країн Євросоюзу та 3 громадяни України.

## Сусідні муніципалітети
- Челлере
- Іскія-ді-Кастро
- Манчіано
- Монтальто-ді-Кастро
- Тессеннано
- Тусканія